# Avogadro-szám
Az Avogadro-szám vagy Avogadro-állandó az egyik fizikai állandó, melynek értéke a Committee on Data for Science and Technology 2017-es ajánlása szerint:
NA=6,02214076·1023 mol−1

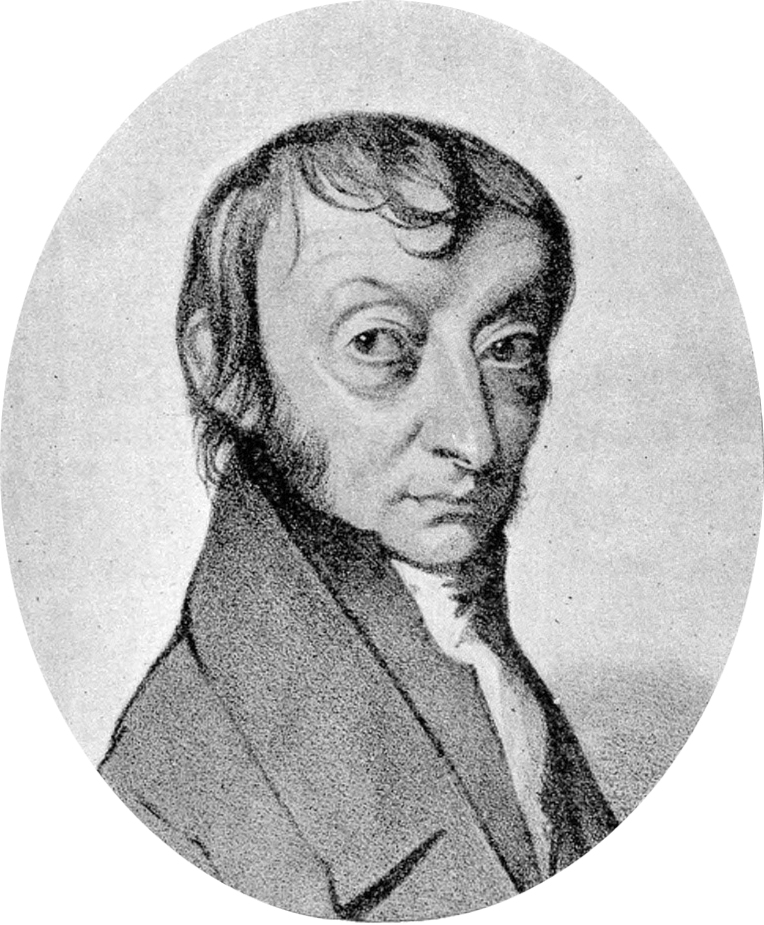
Amedeo Avogadro (1776–1856)

A leggyakrabban a kémiában és a fizikában alkalmazott állandó definíció szerint megegyezik a 12 gramm (0,012 kg) 12-es tömegszámú szénizotópban lévő szénatomok számával.

## Története
Az Avogadro-számot Amedeo Avogadro 19. századi olasz természettudósról nevezték el, bár az értékét elsőként Johann Josef Loschmidt számolta ki 1865-ben a kinetikus gázelmélet segítségével. A német nyelvű országokban ezt az állandót máig Loschmidtnek tulajdonítják. Jean Baptiste Perrin volt az első, aki az Avogadro-állandó elnevezést használta.
Sok régi kiadású könyvben az egy köbcentiméterben található atomok (vagy molekulák) számaként adják meg.
A 19. századi fizikusok egy darab hidrogénatom tömegét körülbelül 1/(6,02214199·1023) grammnyinak mérték. A grammot eredetileg egy köbcentiméter standard hőmérsékletű és nyomású tiszta víz tömegeként definiálták. A kísérletek pontosságának növekedése során kiderült, hogy a víz valamilyen mennyiségben mindig nehézvízzel „szennyezett”. Ez a felfedezés kétségessé tette azt az eddigi alapfeltevést, hogy a hidrogénnek csak egyféle atomi tömegegysége létezik. Úgy találták, hogy a szénnek a hidrogénnél sokkal stabilabb az izotopikus felépítése, ezenfelül ennél az anyagnál lehetséges volt elkülöníteni tisztán 12-es szénizotópot („szennyezések” nélkül). Így lett az atomi tömegegység új alapegysége a 12-es tömegszámú szénatom grammban mért tömegének az 1/12-ed része. Ennélfogva 12 gramm 12-es szénizotópban kb. 6,0221415·1023 db atom található.

## Az Avogadro-szám jelentése és alkalmazása
Az Avogadro-szám és a mól jelentése szerint, bármely 1 mólnyi mennyiségű anyagban Avogadro-számú elemi egység (atom, molekula, elektron, ion, egyéb részecske, vagy ezek meghatározott csoportja) van.
Például a vas atomtömege 55,847 atomi tömegegység, tehát a vasatomok Avogadro-számnyi mennyiségének (vagyis egy mól vasatomnak) a tömege 55,847 g. És fordítva 55,847 g vas Avogadro-számnyi vasatomot tartalmaz.
Az Avogadro-szám tehát kapcsolatot teremt a grammban mért tömeg és az atomi tömegegység (atomic mass unit, jelölése u) között. Az összefüggés a következőképpen írható le:
{\displaystyle 1\ {\mbox{g}}=N_{A}\cdot 1\ {\mbox{u}}}
Az Avogadro-szám más fizikai állandók közötti összefüggésben is szerepel. Például:
- az univerzális gázállandó (jele: R) és a Boltzmann-állandó (jele: kB) között: R = kB NA.
- a Faraday-állandó (jele: F) és az elemi töltés (jele: e) között: F = e NA.

## Kapcsolata a protonok és a neutronok tömegével
A 12-es tömegszámú szénatom 6 protont, 6 neutront és 6 elektront tartalmaz. A proton és a neutron tömege nagyságrendileg azonos, az elektroné pedig hozzájuk képest elhanyagolható. Ennek alapján tehát az Avogadro-szám közel egyenlő azoknak a protonoknak vagy neutronoknak a számával, melyek össztömege 1 gramm.
Egy szabad proton tömege 1,00727 u (atomi tömegegység), tehát 1 mol proton tömege 1,00727 g. Hasonlóan 1 mol neutron tömege körülbelül 1,00866 g. Ha 6 mol proton és 6 mol neutron tömegét összeadjuk, 12,09558 g-ot kapunk (ha az elektronokat is beleszámolnánk, egy kicsivel még nagyobb számot kapnánk). Azonban 1 mol szén-12 tömege a mól definíciója szerint pontosan 12 g, mely kevesebb, mint az előbb megállapított 12,09558 g.
Az ellentmondást Albert Einstein oldotta fel a speciális relativitáselméletben. A jelenség neve „tömegdefektus”, mely a tömeg és az energia közötti kapcsolat következménye. Az atom kialakulásakor a protonok és a neutronok az erős kölcsönhatás révén összekapcsolódnak az atommagban. A kötődés miatt alacsonyabb energiaállapotú szerkezet jön létre.
A speciális relativitáselmélet alapján az energia és a tömeg két egymással egyenértékű, ekvivalens fogalom. Ezt a két mennyiség közötti egyenes arányosság fejezi ki (E = m·c²). Eszerint az atom kialakulásakor a protonok és neutronok által „elveszített” energia egyben tömegveszteségként is megjelenik. Vagyis az atom tömege az őt alkotó protonok és neutronok össztömegéhez képest kisebb lesz.
Így tehát a protonok és neutronok tömege a szénatommagban körülbelül 0,8%-kal kisebb, mint a magot alkotó szabad protonok és neutronok tömege. A tömegveszteség pontos értéke függ az atommag kötési energiájától, a kötési energia pedig függ az atom típusától.

## Az SI-rendszer és az Avogadro-állandó, mint rögzített természeti állandó

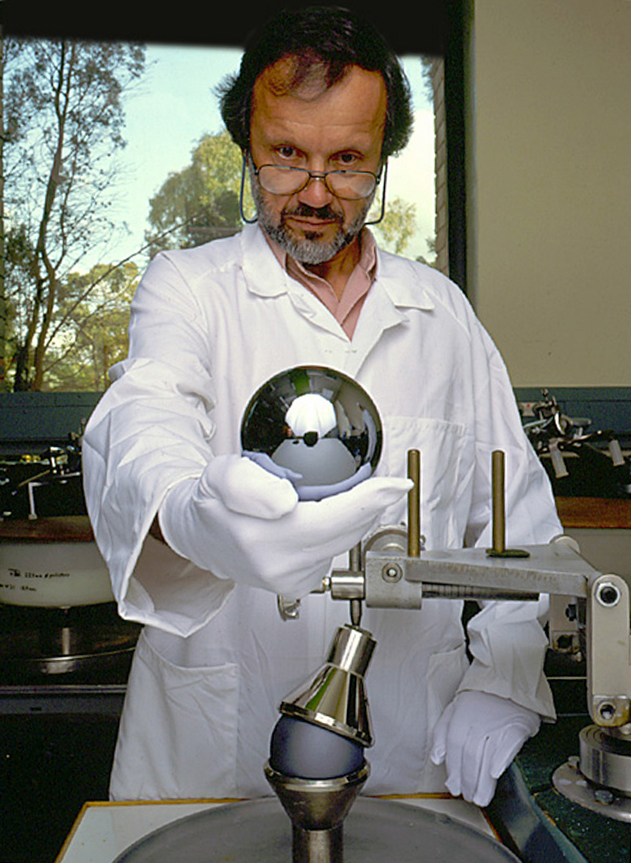
Az Avogadro-projekt számára készült szilícium egykristály gömb

Régi törekvés, hogy a nemzetközileg elfogadott mértékegységrendszerben az alapmennyiségeket és a hozzájuk tartozó mértékegységeket ne etalonok alapján, hanem természeti állandók segítségével definiálják. A másodperc, a méter és a kilogramm esetén ez már megvalósult.
Az SI-mértékegységrendszer reformja többek között a kilogramm és a hozzá kapcsolódó mól és amper új definíciójának megalkotását tűzte ki célul. A 2018-ban bevezetendő új SI-ben hét természeti állandó értékét rögzítették, és ezek egyike az Avogadro-állandó.
A következő hét természeti állandót választották, amelyek értéke mérési hiba nélkül van megadva, és minden más mennyiség ezekre vezető vissza.
- a cézium-133 által kibocsátott fény frekvenciája
- a fény vákuumbeli terjedési sebessége
- a Planck-állandó
- az elemi töltés
- a Boltzmann-állandó
- az Avogadro-állandó
- a spektrális fényhasznosítás értéke

Az Avogadro-állandó rögzítésével az anyagmennyiség mértékegysége, a mól is új meghatározást kap. Nevezetesen bármely anyagból az Avogadro-számú elemi egység (atom, molekula stb.) 1 mólnyi anyagmennyiséget jelent.

## Az Avogadro-állandó mérése

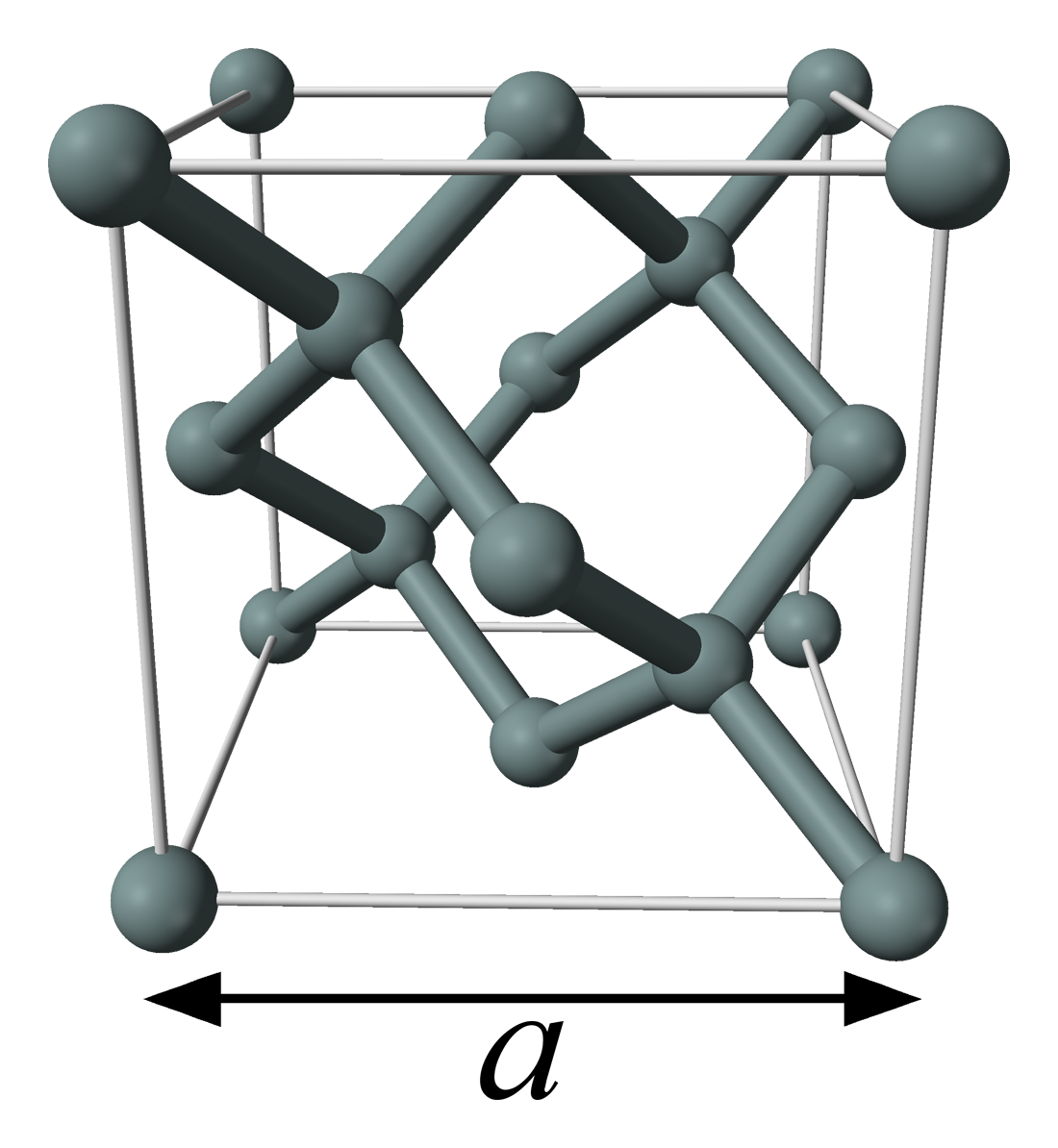
A szilícium egykristály szerkezete. a a rácsállandó

Az SI megújításának részeként 2004-ben indított – nemzetközi együttműködésben megvalósuló – Avogadro-projekt célja az Avogadro-állandó még pontosabb, megbízhatóbb újra meghatározása volt. Több évig tartó kísérletsorozat eredményeképpen 2011-ben a következő értéket adták meg:
NA=6,02214082(18)·1023 mol−1
aminek a relatív bizonytalansága 3·10−8 volt.
Később még pontosítva a mérések kivitelezését, a 2015-ben megadott adat:
NA=6,02214076(12)·1023 mol−1,
aminek a relatív bizonytalansága 2·10−8. A méréseket többször megismételték, és a 2017-ben lezárt adatok alapján 2018-ban rögzítették az Avogadro-szám értékét.
A hétköznapi életben csak 6·1023 mol−1-nak becsült szám minél pontosabb értékének meghatározása nem a szén 12-es izotópjának segítségével, hanem a nagy tisztaságban előállítható szilícium 28-as izotópjának felhasználásával történik. Az 1 mol szilíciumban lévő atomok számának megszámlálásához a 28Si-nak 99,995%-os tisztaságban szennyező atomoktól mentesnek kell lennie. A rácshibáktól mentes, szabályos egykristály szerkezet előállítása szintén kritikus a pontosság szempontjából, hiszen az atomok számának megszámlálása a röntgenkrisztallográfia módszerével, a rácsállandó meghatározásával lehetséges.
A mérésekből meghatározható mennyiségek segítségével az Avogadro-állandót a következő összefüggéssel lehet kifejezni:
{\displaystyle N_{A}={\frac {n\cdot M}{\rho \cdot a^{3}}}},
ahol {\displaystyle n}: az elemi cellában lévő atomok száma ({\displaystyle n=8}), {\displaystyle M}: az atomtömeg, {\displaystyle \rho }: a sűrűség, {\displaystyle a}: a rácsállandó.